# 9947 Takaishuji
A 9947 Takaishuji (ideiglenes jelöléssel (9947) 1990 QB) a Naprendszer kisbolygóövében található aszteroida. Eleanor F. Helin fedezte fel 1990. augusztus 17-én.